# Elophos teriolensis
Elophos teriolensis är en fjärilsart som beskrevs av L. Müller 1927. Elophos teriolensis ingår i släktet Elophos och familjen mätare. Inga underarter finns listade i Catalogue of Life.